# Dominique Villars
Dominique Villars (eller Villar), född 14 november 1745 i Villard nära Gap i departementet Hautes-Alpes, död 26 juni 1814 i Strasbourg, var en fransk läkare och botaniker. 
Villars var läkare i Grenoble, där han 1783 anlade en botanisk trädgård. Han blev 1794 lärare i naturalhistoria vid centralskolan i Isère och 1805 professor i medicin och botanik i Strasbourg. Han författade bland annat Histoire des plantes du Dauphiné (tre delar, 1786–89), Mémoire sur la topographie et l'histoire naturelle (1804), Catalogue méthodique des plantes du jardin de Strasbourg (1807) och Précis d'un voyage botanique en Suisse (1812).
Auktorsnamnet Vill. kan användas för Dominique Villars i samband med ett vetenskapligt namn inom botaniken; se Wikipediaartiklar som länkar till auktorsnamnet.